# Reign : Le Destin d'une reine
Pour les articles homonymes, voir Reign.
Reign : Le Destin d'une reine, ou La Reine au Québec, (Reign) est une série télévisée américaine en 78 épisodes de 42 minutes créée par Laurie McCarthy et Stephanie Sengupta, diffusée entre le 17 octobre 2013 et le 16 juin 2017 sur The CW et au Canada, 24 heures en avance sur M3 puis en simultané sur CTV Two pour les deux premières saisons et 24 heures en avance sur E! Canada depuis la troisième saison.
Au Québec, la série est diffusée depuis le 27 août 2014 sur Séries+. En France, elle est diffusée depuis le 14 novembre 2014 sur 6ter, la saison 3 sera diffusée en inédit sur Téva à partir du 6 septembre 2018, et rediffusée depuis le 3 octobre 2016 sur M6 et en Belgique à partir du 10 décembre 2016 sur Plug RTL. Néanmoins, elle reste inédite dans les autres pays francophones.

## Synopsis
La série est très librement inspirée de la vie de Marie Stuart, qui arrive à 15 ans à la cour de France du roi Henri II pour être fiancée au Prince François II. Mais son avenir ne s’annonce pas comme elle l’attendait : son mariage est incertain, l’alliance avec la France est fragile, et de nombreux dangers la menacent : intrigue, tentative de meurtre, de corruption, et la guerre avec l’Angleterre…
Heureusement, elle est accompagnée de ses suivantes et amies Kenna, Greer, Aylee et Lola.

## Distribution

### Acteurs principaux
- Les Reines :
  - Adelaide Kane (VF : Victoria Grosbois) : Marie Ire d'Écosse
  - Megan Follows (VF : Véronique Augereau) : Catherine de Médicis
  - Rachel Skarsten (VF : Karine Foviau) : Élisabeth Ire (saisons 3 et 4 - invitée saison 2)
- Les Valois :
  - Alan Van Sprang (VF : Tony Joudrier) : Henri II de France (saison 1 - récurrent saison 2)
  - Toby Regbo (VF : Julien Bouanich) : François II de France (saisons 1 à 3 - invité saison 4)
  - Torrance Coombs (VF : Franck Lorrain) : Sébastien « Bash » de Poitiers (saisons 1 à 3)
  - Rose Williams (VF : Adeline Chetail) : la princesse Claude de Valois (saisons 2 à 4)
  - Peter DaCunha (saisons 1 et 2) / Spencer MacPherson (saisons 3 et 4) : Charles IX de France (saison 4 - récurrent saisons 1 à 3)
- Les Suivantes de Marie :
  - Jenessa Grant (VF : Margaux Laplace) : Aylee (saison 1)
  - Caitlin Stasey (VF : Alexia Papineschi) : Kenna (saisons 1 et 2)
  - Anna Popplewell (VF : Marie Tirmont) : Lola Flemming (saisons 1 à 3)
  - Celina Sinden (VF : Jessica Monceau) : Greer de Kinross
- Les Autres :
  - Jonathan Keltz (VF : Charles Germain) : Leith (saisons 2 à 4 - récurrent saison 1)
  - Craig Parker (VF : Xavier Fagnon) : Stéphane Narcisse (saisons 2 à 4)
  - Sean Teale (VF : Jimmy Redler) : Louis Condé, prince du sang (saison 2)
  - Charlie Carrick (VF : Yann Peira) : Robert Dudley (saison 3)
  - Ben Geurens (VF : Rémi Bichet) : Gideon Blackburn (saisons 3 et 4)
  - Jonathan Goad (VF : Patrick Bonnel) : John Knox (saison 4 - récurrent saison 3)
  - Dan Jeannotte (VF : Alexandre Gillet) : James Stuart (saison 4 - récurrent saison 3)
  - Will Kemp (en) (VF : Alexis Victor) : Henry Stuart, Lord Darnley (saison 4)[11]

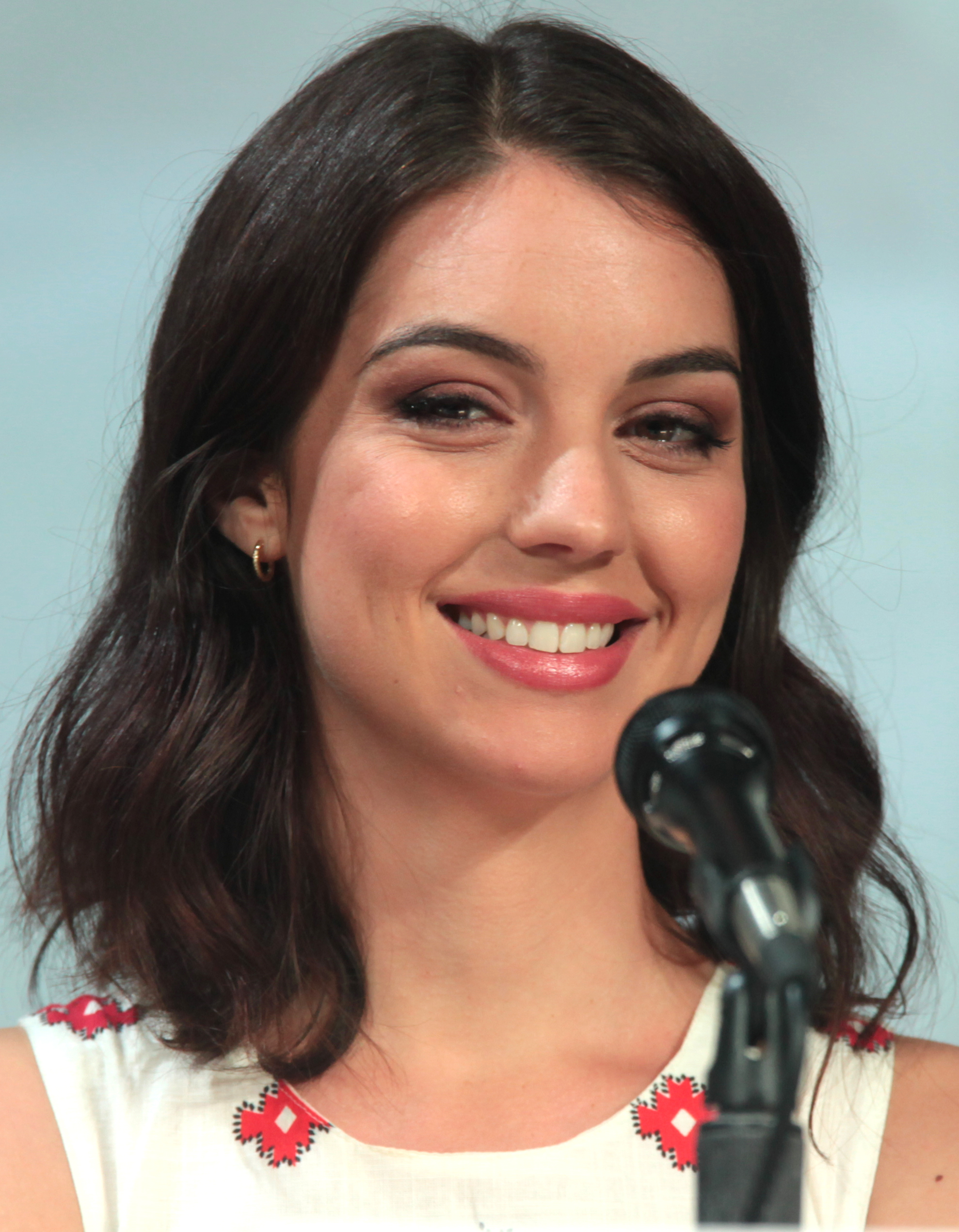
Adelaide Kane interprète Marie Stuart
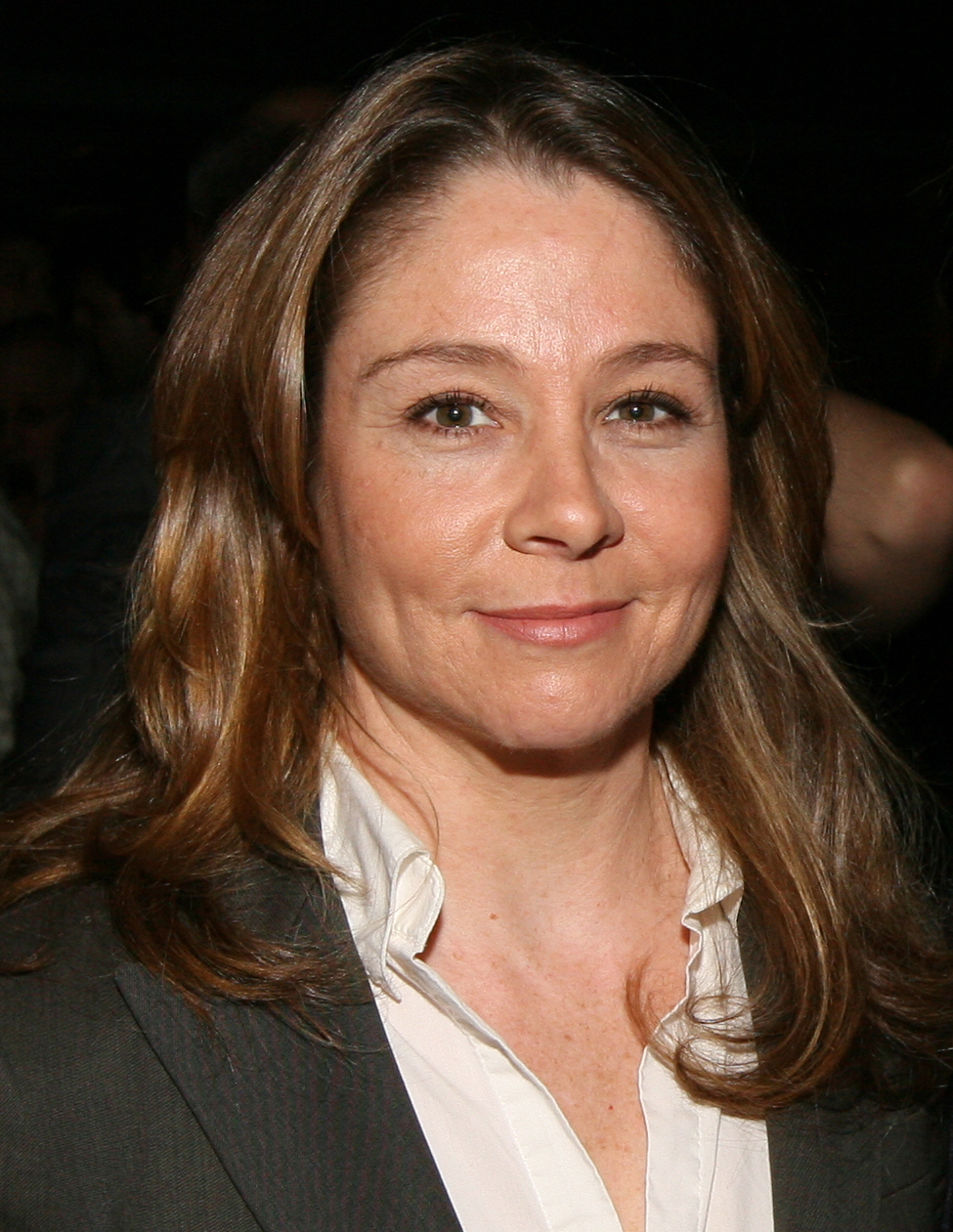
Megan Follows interprète Catherine de Médicis
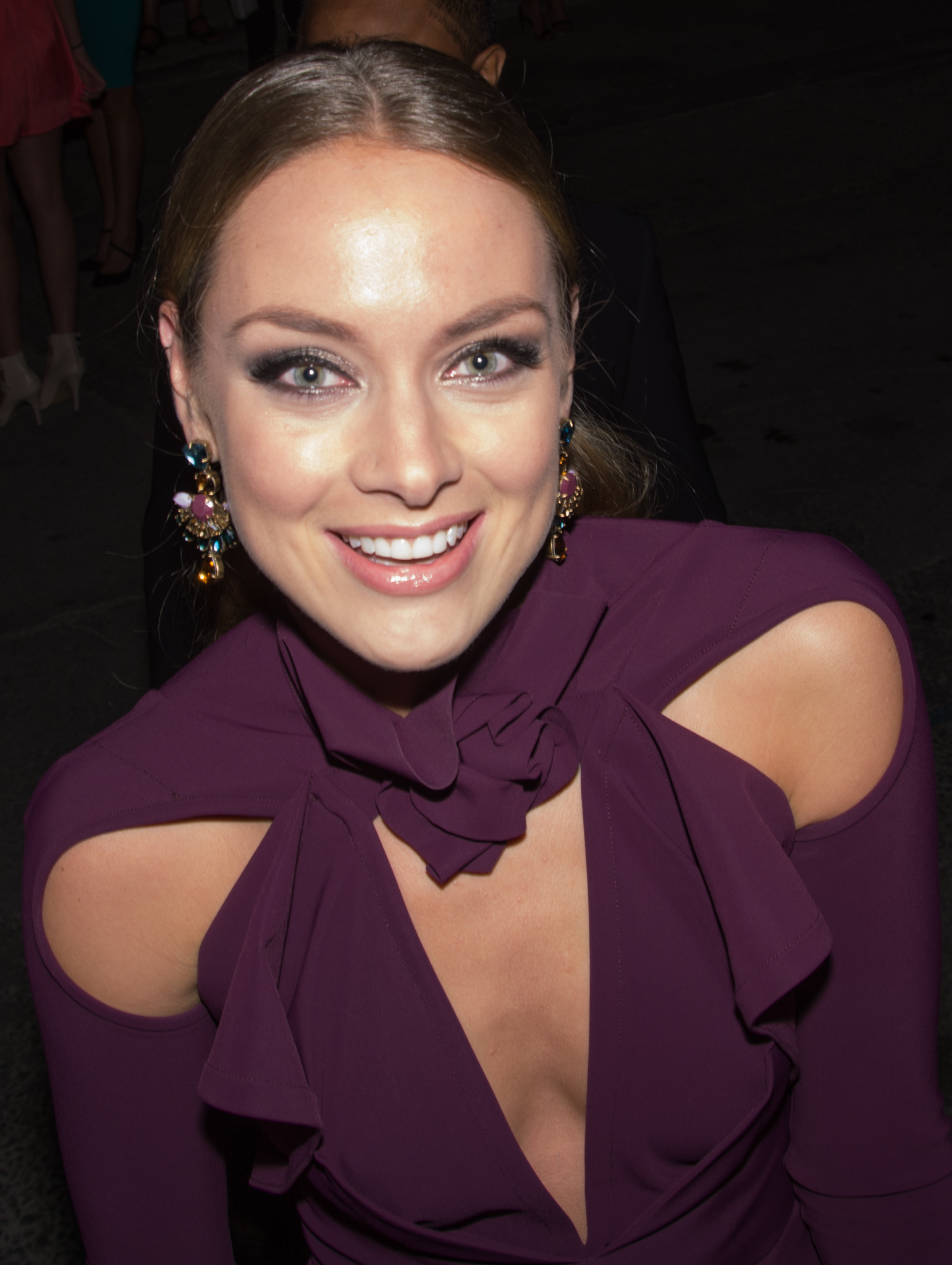
Rachel Skarsten interprète Élisabeth Ire.
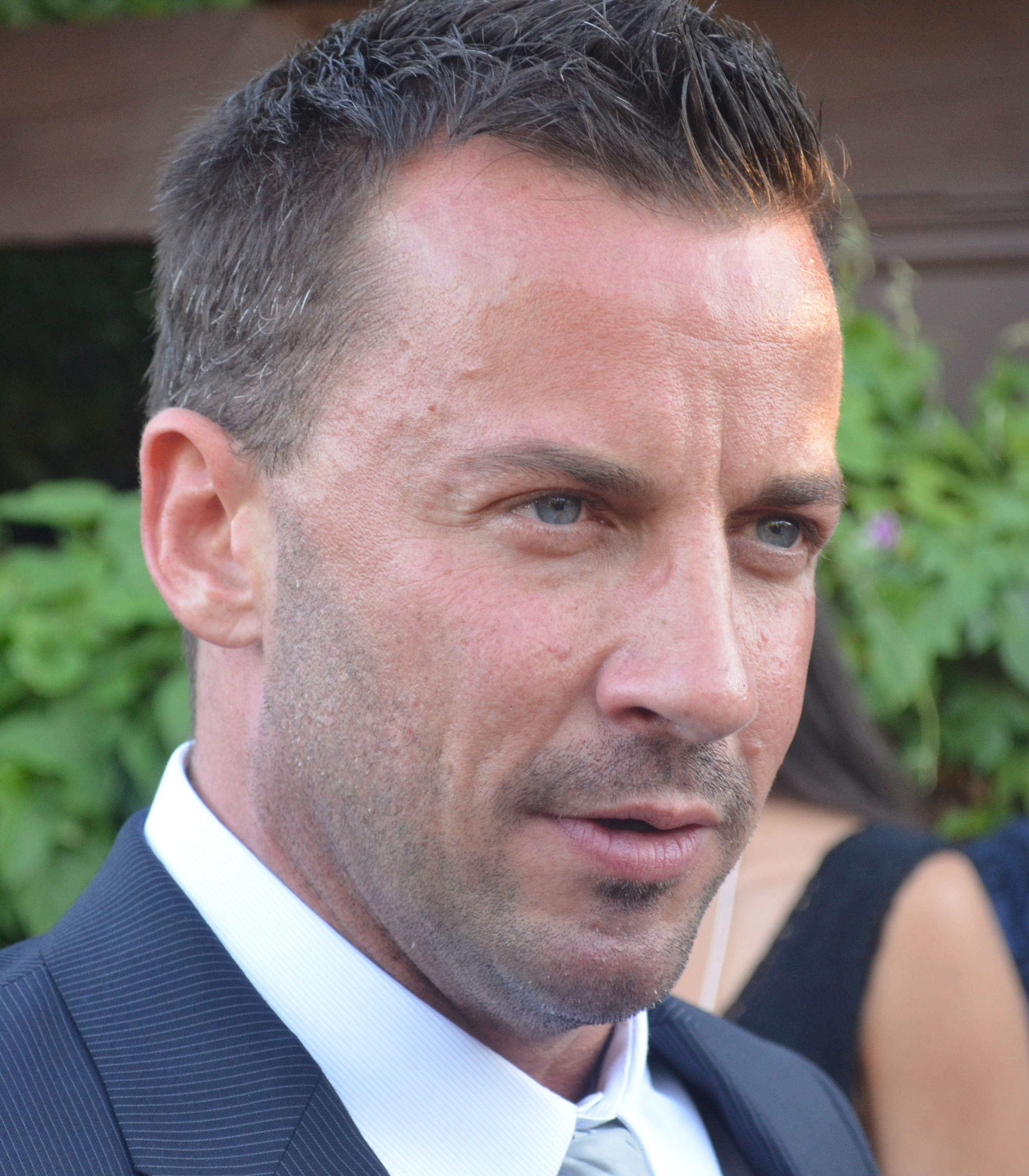
Craig Parker interprète Stéphane Narcisse.
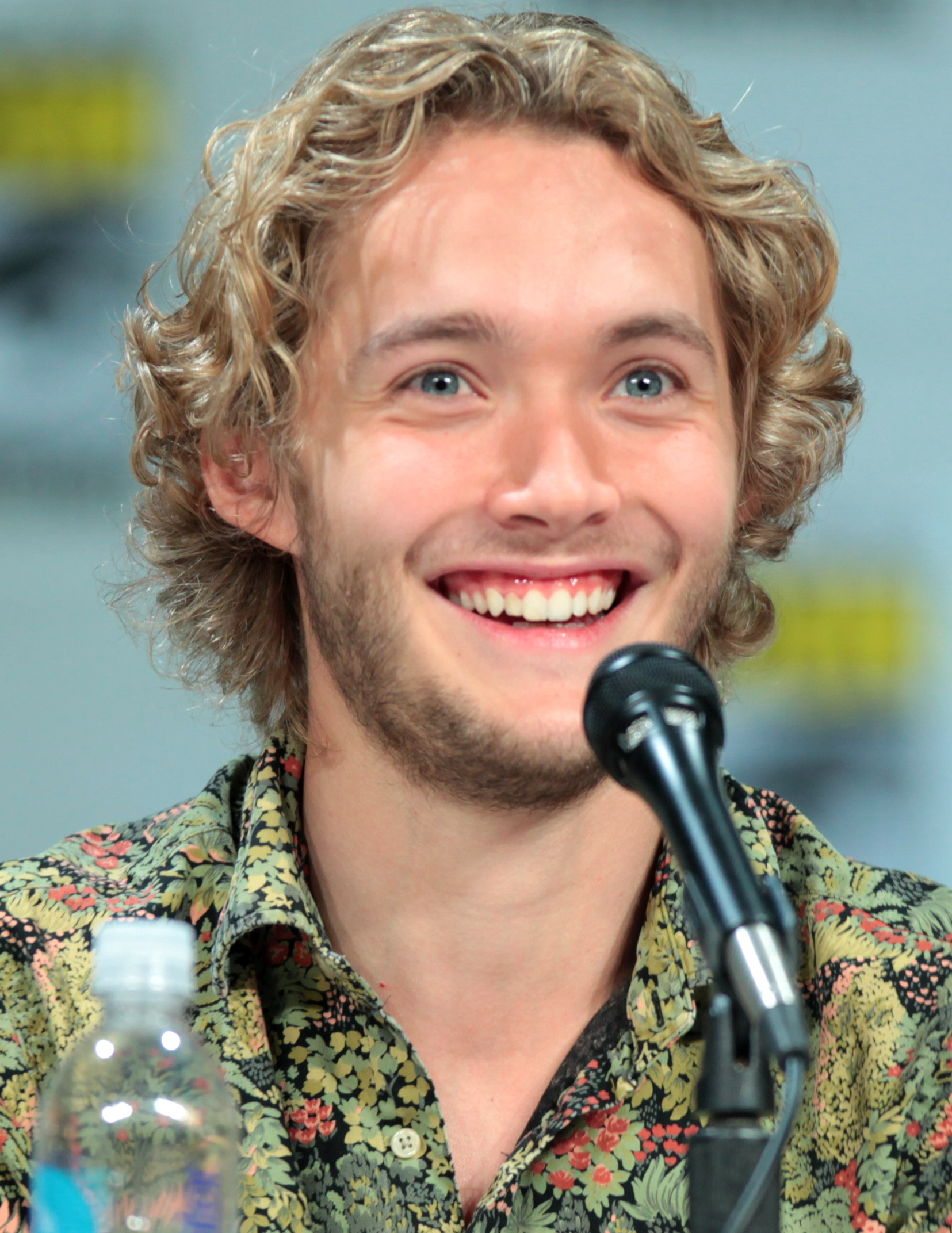
Toby Regbo interprète François II
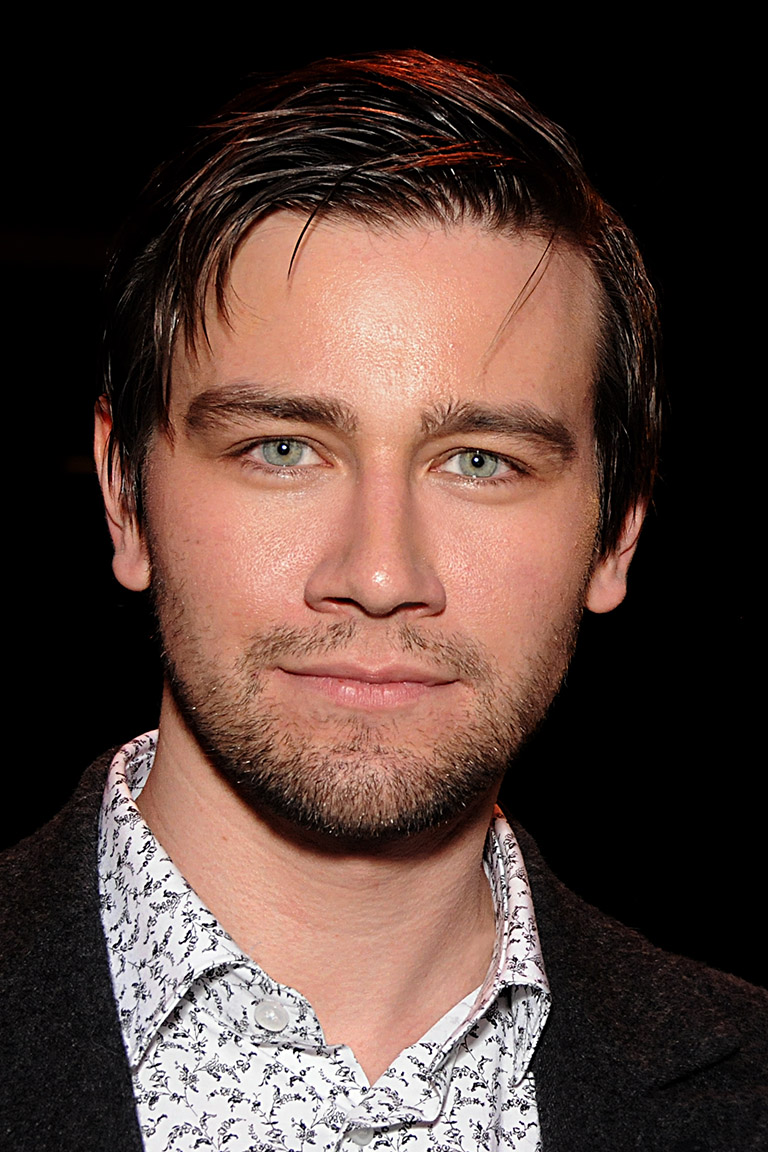
Torrance Coombs interprète Sebastian de Poitiers
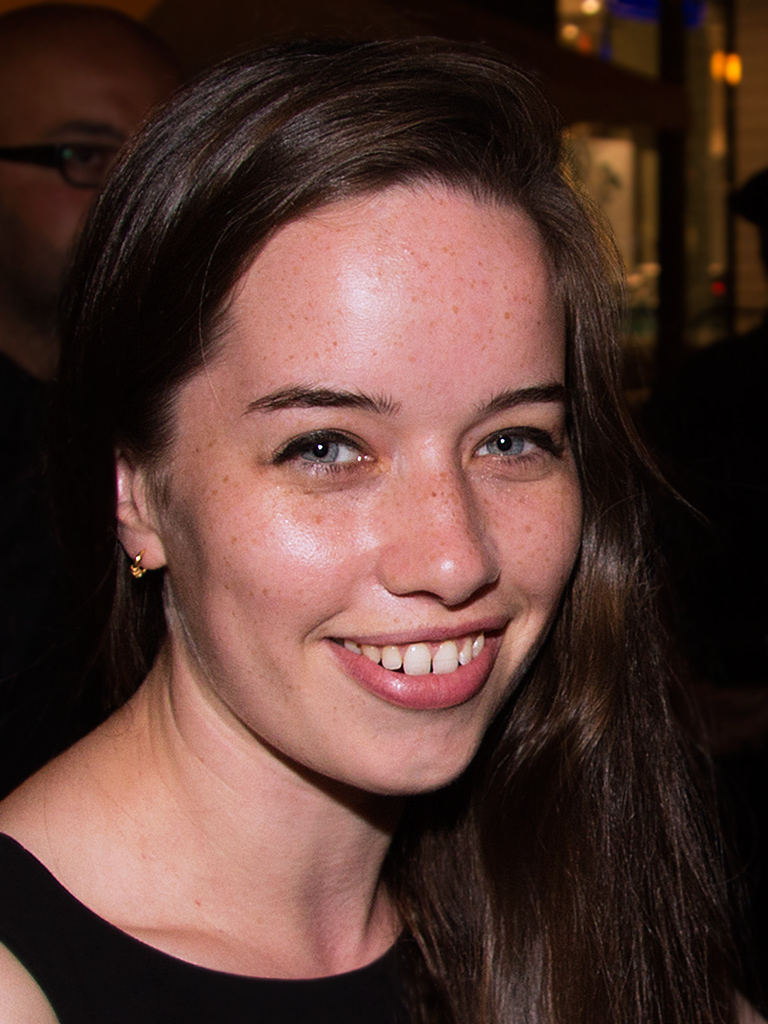
Anna Popplewell interprète Lola Flemming
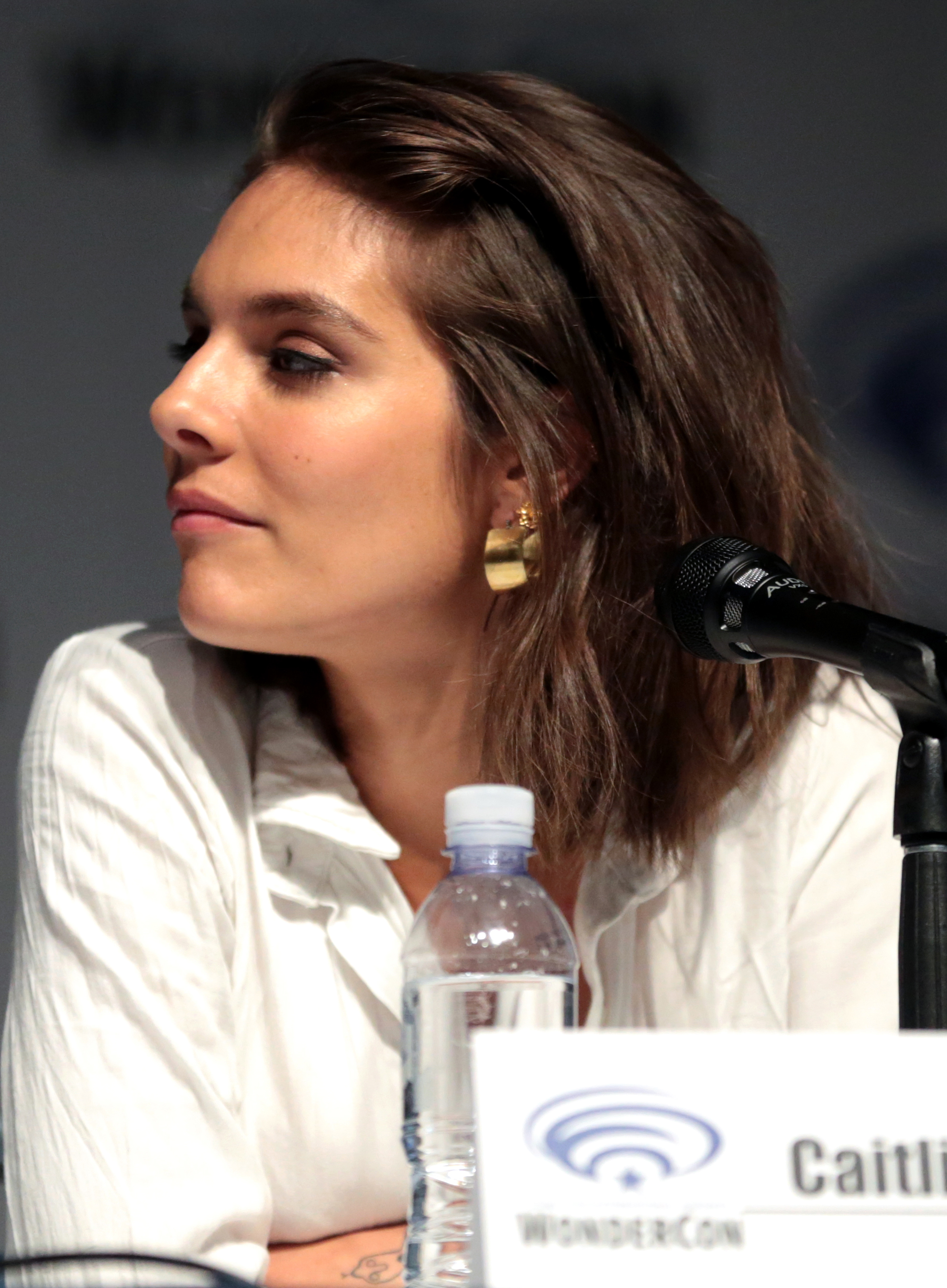
Caitlin Stasey interprète Kenna
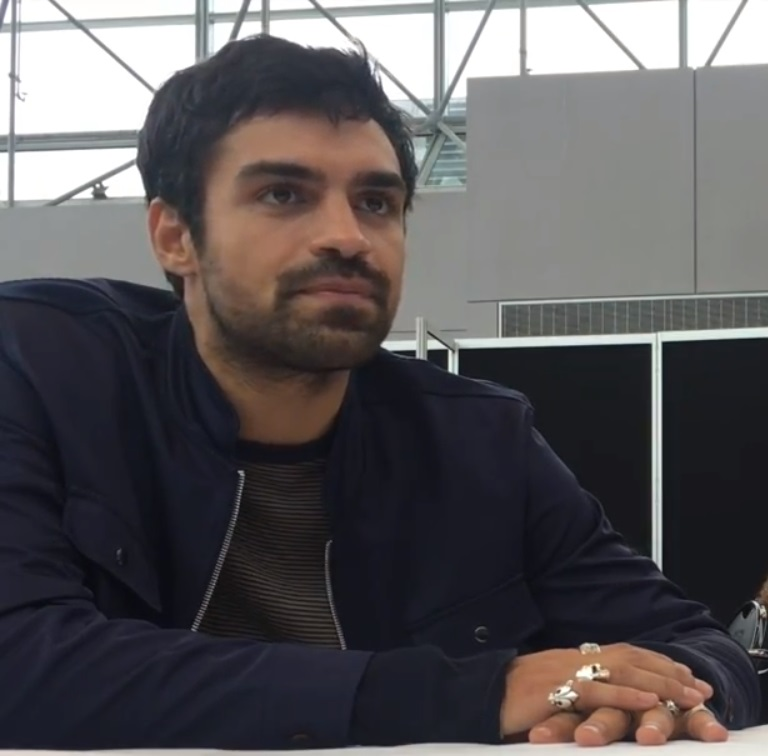
Sean Teale interprète Louis Condé

### Acteurs récurrents et invités
- Pascal Langdale (VF : Christophe Desmottes) : Cardinal Desjardins (saisons 2 et 3)
- Rossif Sutherland (VF : Antoine Schoumsky) : Nostradamus (saisons 1 à 3)
- Alexandra Ordolis (VF : Julia Boutteville) : Sœur Delphine (saison 2 et 3)
- Katie Boland (VF : Laëtitia Godès) : Clarissa (récurrente saison 1, invitée saison 2)
- Yael Grobglas (VF : Claire Baradat) : Olivia d'Amencourt (saison 1)
- Michael Therriault (en) (VF : Fabrice Leylon) : Lord Castleroy (récurrent saison 1 et 2, invitée saison 3)
- Anna Walton (VF : Nathalie Homs) : Diane de Poitiers (récurrente saison 1, invitée saison 2)
- Ashley Charles (VF : Nathanel Alimi) : Colin McPhail, amoureux de Lola (épisodes 1 et 2)
- Peter DaCunha (en) (VF : Victor Quilichini) : Prince Charles, futur Roi Charles IX de France (épisodes 2, 3, 7 et 12)
- Luke Roberts : Simon Westbrook (épisodes 2 et 4)
- Ann Pirvu (VF: Marie Nonnenmacher) : Nicole (saison 4)
- Shawn Doyle : Claude, oncle de Marie (épisodes 3 et 4)
- Manolo Cardona (VF : Boris Rehlinger) : Tomas de Portugal, seigneur de Palmela, fils illégitime (épisodes 3 et 4)
- Michael Aronov (en) (VF : Serge Faliu) : Comte Vincent de Naples (épisode 7)
- Ted Atherton (en) : Lord Hugo (épisode 10 et 12)
- Greg Bryk (VF : Sébastien Desjours) : Vicomte Richard Delacroix (épisode 11)
- Evan Buliung (en) (VF : Jerome Wiggins) : Maurice Bisset (épisode 12)
- Amy Brenneman (VF : Blanche Ravalec) : Marie de Guise, mère de Marie Ire d'Écosse (saison 1 à 3)
- Kathryn Prescott (VF : Cécile Nodie) : Pénélope (saison 1)
- Giacomo Gianniotti (VF : Damien Ferrette) : Lord Julien (saison 1)
- Gil Darnell (VF : Patrick Béthune) : Christian de Guise (récurrent saison 1, invité saison 2)
- Tahmoh Penikett (VF : Xavier Béja) : John (épisode 20)
- Amy Forsyth (VF : Leslie Lipkins) : Isobel Derant (saison 1)
- Caoimhe O'Malley : Princesse Élisabeth de Valois (saison 1, épisode 1)
- Lee Jordan : Philippe II d'Espagne, mari d’Élisabeth (saison 1, épisode 1)
- Mark Ghanimé (VF : Sébastien Desjours) : Don Carlos, successeur au trône d'Espagne (saison 3)
- Nathaniel Middleton (VF : Sébastien Boju) : Christophe (saison 3)
- Ben Aldridge (VF : Gilduin Tissier) : Antoine de Navarre (récurrent saison 2, invité saison 3)
- John Barrowman : Monroe (saison 3)
- Nick Lee (en) (VF : Olivier Chauvel) : Nicholas
- Tom Everett Scott (VF : Damien Boisseau) : William (saison 3)
- Saamer Usmani (VF : Anatole de Bodinat) : Martin (saison 3)
- Anastasia Phillips (en) : La Reine Leeza d'Espagne (saison 4)
- Adam Croasdell (en) (VF : Pierre Tessier) : Bothwell (saison 4)
- Andrew Shaver (VF : Christophe Lemoine) : David Rizzio (saison 4)

Version française
- - Société de doublage : Libra Films[12],[13]
  - Direction artistique : Blanche Ravalec[12],[13]
  - Adaptation des dialogues :  Nicolas Mourguye, Cécile Favre et Claire Impens[13]

 Source et légende : version française (VF) sur RS Doublage et Doublage Séries Database

## Production

### Développement
En octobre 2012, Laurie McCarthy et Stephanie Sengupta développent une série historique et présentent le projet à la chaîne The CW. La chaîne commande un pilote le 25 janvier 2013.
Satisfaite du pilote, la CW annonce le 9 mai 2013 qu'elle commande la série puis annonce une semaine plus tard lors des Upfronts que la série sera diffusée le jeudi soir à 21 h, à la suite de Vampire Diaries. Une semaine plus tard, le 23 mai, la cocréatrice Stephanie Sengupta quitte la production à la suite de différends.
Le 10 octobre 2013, The CW passe une commande de trois scripts supplémentaires, puis un mois plus tard commande une saison complète de 22 épisodes.
Le 13 février 2014, The CW renouvelle la série pour une deuxième saison.
Le 11 janvier 2015, The CW renouvelle la série pour une troisième saison., puis lors des upfronts le 14 mai, annonce que la saison 3 sera diffusée le vendredi à 20 h à l'automne.
Le 11 mars 2016, The CW annonce le renouvellement de la série pour une quatrième saison qui débutera cette fois-ci en mi-saison, et en août, qu'elle se composera de seize épisodes, puis en décembre, que cette quatrième saison sera la dernière.

### Casting
Les rôles principaux ont été attribués en février et mars 2013, dans cet ordre : Adelaide Kane, Toby Regbo, Celina Sinden, Jenessa Grant, Megan Follows, Caitlin Stasey, Anna Popplewell et Torrance Coombs.
Parmi les rôles récurrents pour la première saison : Rossif Sutherland, Shawn Doyle, Luke Roberts et Katie Boland, Yael Grobglas, Manolo Cardona, Amy Brenneman, Kathryn Prescott et Tahmoh Penikett.
Pour la deuxième saison, Jonathan Keltz est promu à la distribution principale, puis Sean Teale décroche un rôle principal, alors que Craig Parker et Rose Williams décrochent un rôle récurrent.
En octobre 2015, la production promu l'acteur australien Ben Geurens à la distribution principale lors de la troisième saison, à la suite du départ de Toby Regbo.

### Tournage
Il a débuté en Irlande et s'est poursuivi à Toronto, au Canada.
Le château de la série est le Château d'Ashford en Irlande.

### Fiche technique
- Titre original et belge: Reign
- Titre français : Reign : Le Destin d'une reine
- Titre québécois : La Reine
- Création :
- Réalisation : Brad Silberling[48]
- Scénario : Stephanie Sengupta et Laurie McCarthy
- Direction artistique :
- Décors :
- Costumes :
- Photographie :
- Montage :
- Musique : Scotland de The Lumineers
- Casting : Gillian O'Neill et Lori Sugar
- Production :
  - Production exécutive : Laurie McCarthy
- Sociétés de production : World 2000 Entertainment, CBS Television Studios et Octagon Films
- Sociétés de distribution :
  - The CW (États-Unis)
- Pays d'origine :  États-Unis
- Langue originale : anglais
- Format : couleur - 1,78:1 - son Dolby Digital
- Genre : Dramatique
- Durée : 42 minutes

 Sauf indication contraire, les informations mentionnées dans cette section peuvent être confirmées par la base de données cinématographiques IMDb,  présente dans la section « Liens externes ».

### Diffusion internationale
- En version originale
  -  États-Unis : depuis le 17 octobre 2013 sur The CW ;
  -  Canada : du 16 octobre 2013 au 13 mai 2015 sur M3 (saisons 1 à 2) ; depuis le 8 octobre 2015 sur E! Canada (depuis la saison 3)
- En version française
  -  Québec : depuis le 27 août 2014 sur Séries+
  -  France : depuis le 14 novembre 2014 sur 6ter

## Épisodes

### Première saison (2013-2014)
1. La Conspiration (Pilot)
2. Le Passage secret (Snakes in the Garden)
3. Baisers volés (Kissed)
4. Raison et sentiments (Hearts and Minds)
5. Le Guet-apens (A Chill in the Air)
6. Les Bois maudits (Chosen)
7. Prise d'otages (Left Behind)
8. La Prophétie (Fated)
9. L'Échappée belle (For King and Country)
10. Secret de famille (Sacrifice)
11. L'Amant (Inquisition)
12. De sang royal (Royal Blood)
13. L'Union sacrée (The Consummation)
14. Liaisons dangereuses (Dirty Laundry)
15. La Fête des galants (The Darkness)
16. Au royaume des ténèbres (Monsters)
17. Le Contrat de mariage (Liege Lord)
18. Au cœur de la tourmente (No Exit)
19. Un bon petit soldat (Toy Soldiers)
20. Le Maître chanteur (Higher Ground)
21. Longue vie au roi (Long Live the King)
22. L'Ultime sacrifice (Slaughter of Innocence)

### Deuxième saison (2014-2015)
Elle a été diffusée du 2 octobre 2014 au 14 mai 2015.
1. La Peste (The Plague)
2. La Justice des hommes (Drawn and Quartered)
3. Le Couronnement (Coronation)
4. Les Voleurs d’âme (The Lamb and The Slaughter)
5. Les Représailles (Blood for Blood)
6. Trois pour deux (Three Queens)
7. L'Effrontée (The Prince of the Blood)
8. Au nom de la foi (Terror of the Faithful)
9. Actes de guerre (Acts of War)
10. La Traque (Mercy)
11. La Marque du cavalier noir (Getaway)
12. Pour l'amour d'Henri (Banished)
13. Les Fantômes du passé (Sins of the Past)
14. La Bible empoisonnée (The End of the Mourning)
15. En toute amitié (Forbidden)
16. Le Goût de la vengeance (Tasting Revenge)
17. L'Heure du choix (Tempting Fate)
18. Le Miracle (Reversal of Fortune)
19. Jusqu'à ce que la mort nous sépare (Abandoned)
20. Le Fugitif (Fugitive)
21. Au pied du mur (The Siege)
22. La Bataille pour le trône (Burn)

### Troisième saison (2015-2016)
Elle a été diffusée du 9 octobre 2015 au 20 juin 2016, aux États-Unis sur The CW.
1. Les Griffes du tigre (Three Queens, Two Tigers)
2. Le Petit Prince (Betrothed)
3. Cruel dilemme (Extreme Measures)
4. Le Prix à payer (The Price)
5. L'Escapade (In a Clearing)
6. Conseil royal (Fight or Flight)
7. L'Objet du désir (The Hound and the Hare)
8. Au nom de l'Écosse (Our Undoing)
9. Perfide alliance (Wedlock)
10. Les Malheurs de Claude (Bruises That Lie)
11. Succession (Succession)
12. Le Duel (No Way Out)
13. Haute trahison (Strange Bedfellows)
14. Le Sauveur de la France (To the Death)
15. Une femme d'épée (Safe Passage)
16. Affrontements (Clans)
17. Retour en Écosse (Intruders)
18. La Vengeance d'une reine (Spiders in a Jar)

### Quatrième saison (2017)
Cette dernière saison de seize épisodes a été diffusée du 10 février au 16 juin 2017.
1. Rivales (With Friends Like These)
2. Jeux de dupes (A Grain of Deception)
3. Cœurs brisés (Leaps of Faith)
4. Le Gardien fidèle (Playing with Fire)
5. Le Sens de l'honneur (Highland Games)
6. La Rose bleue (Love & Death)
7. Le Couperet (Hanging Swords)
8. Les Merveilles du Nouveau Monde (Uncharted Waters)
9. Le Jeu du ruban (Pulling Strings)
10. Le Complot (A Better Man)
11. Un odieux chantage (Dead of Night)
12. Le Tremblement de terre (The Shakedown)
13. Coup de grâce (Coup de Grace)
14. Rancœurs et châtiments (A Bride. A Box. A Body.)
15. Le Bébé royal (Blood in the Water)
16. La Rançon du pouvoir (All It Cost Her…)

## Commentaires et historicité
La première et la deuxième saison sont centrées sur la vie de Marie à la cour de France : au cours de la saison 2, le point de vue de l'Angleterre est mis en place, puis à la fin de la saison 3, c'est celui de l'Écosse.
Pour les besoins du scénario, les incohérences historiques sont très nombreuses ; en voici quelques-unes.

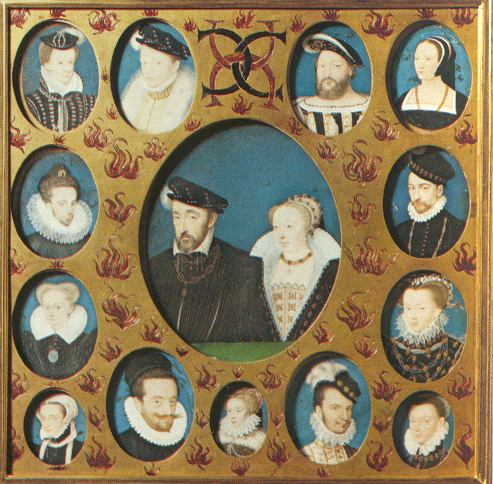
La famille royale au milieu du XVIe siècle. Au centre : Henri II et son épouse ; étalé autour, les enfants de France et quelques grands du royaume.

- Le rôle de Diane de Poitiers quasi inexistant alors qu'elle gouvernait la France avec Henri, Catherine de Médicis accédant réellement aux décisions à la mort de celui-ci.
- François II représenté par un acteur de 20 ans alors qu'il s'agissait d'un enfant de 13 ans, de constitution très fragile et constamment malade.
- Aucun acteur ne ressemble aux portraits (pourtant extrêmement nombreux) que Jean Clouet fit des princes et enfants de France pour Catherine de Médicis.
- Les tenues de cour féminines n'ont rien de commun avec la mode de la deuxième Renaissance, et évoquent plutôt les années 2000 dans leur coupe.
- Diane de Poitiers et Henri n'ont eu aucun enfant ensemble.
- À l'avènement de François II, le médecin provençal Michel de Nostre-Dame, dit Nostradamus, est un vieil homme d'environ 57 ans et non un fringant trentenaire dans la force de l'âge. Celui-ci pratiquait d'ailleurs une divination extrêmement controversée, conforme à l'angoisse théologique de la première modernité (voir la section prophéties) mais inspiré par la littérature et l'Histoire selon la plupart des chercheurs.
- Cour traditionnellement itinérante, la cour de France vagabondait entre les châteaux d'Amboise, de Blois, du Louvre, de Fontainebleau. En plus de ne présenter qu'une seule résidence royale, la série évoque une fortification gothique des Highlands bien éloignée des préoccupations architecturales du XVIe siècle.
- Le couvert forestier français était, sauf en Normandie et en Île-de-France, quasiment inexistant : il était impossible à un quelconque paganisme d'y survivre.
- Les prénoms des suivantes de Marie n'ont aucun rapport avec de vrais prénoms de la Renaissance.
- François II n'a pas eu d'enfant, et n'a pas vraiment régné, après la mort de son père, il était sous la régence de sa mère, mais contrôlé par les Guise.
- Il n'est pas reconnu qu'Henri II ait été fou, et bien qu'il soit effectivement mort au cours d'un tournoi, c'était pour l'occasion d'un double mariage.
- Claude de France était très jeune et mariée, elle venait à la cour de temps en temps, mais avec son époux, et rien ne peut faire penser qu'elle était une sorte de nympho. De plus, elle avait 9 ans à la mort de ses sœurs jumelles, pas 5.
- François de Guise et Diane de Poitiers sont morts plusieurs années après François II

## Accueil
L’épisode pilote de la série réalise un démarrage correct en touchant 1,98 million de téléspectateurs, avec un taux de 0,8 % sur les 18/49 ans, la cible prisée des annonceurs américains. Ensuite les épisodes se stabilisent entre 1,3 et 1,8 million de fidèles pour réunir en moyenne 1 573 182 millions de téléspectateurs lors de sa première saison,.
La deuxième saison de la série est lancée le jeudi 2 octobre 2014, réalise un retour en baisse en réunissant 1,01 million de téléspectateurs et un taux de 0,4 % sur les 18/49 ans. Ensuite les audiences oscillent autour du million de fidèles pour réunir en moyenne 1 084 091 millions de téléspectateurs pour cette saison, soit une perte de 500 000 fidèles,.
Les dix-huit épisodes de la troisième saison ont réuni en moyenne 987 143 téléspectateurs, soit une baisse de 400 000 fidèles. Malgré des audiences autour du million de téléspectateurs au cours de la saison, le dernier épisode attire 760 000 personnes,. Les audiences sont cependant considérées satisfaisantes.
En France, la première soirée attire en moyenne 155 000 téléspectateurs avec trois épisodes diffusés en prime time sur 6ter.

## Distinctions

### Récompenses
- People's Choice Awards 2014 : Meilleure nouvelle série dramatique.